# Omnes
Omnes es un medio de comunicación multiplataforma, centrado en información social y religiosa.

## Historia
Omnes es un medio de comunicación que nace en 2021, como continuación de la revista Palabra, que se publicó en España (1965-2020).
En enero de 2021, debido a un cambio en la empresa editora de la revista, comenzó Omnes, añadiendo a la revista impresa un portal web de actualización diaría. Alfonso Riobó fue su director desde sus inicios hasta 2024, siendo sustituido por María José Atienza.Cuenta con un amplio público en Europa y América Latina tanto en su versión digital como impresa.

### Línea editorial
Omnes mantiene la línea editorial de Palabra con una visión amplia, actual y variada de la información socioreligiosa, junto con un amplio número de corresponsales y colaboradores que ofrecen información, de primera mano, desde diferentes lugares del mundo y acerca de los temas clave de la actualidad social y religiosa de cada zona. La editora de Omnes es Inicia, Iniciativas de Comunicación y Evangelización S.L., una sociedad que pertenece a Centro Académico Romano Fundación.

### Web
La web es uno de los pilares fundamentales de Omnes junto a la revista impresa. La web se divide en varias secciones, entre las que destaca: Actualidad y los Focos, temas de especial interés para el público. Las entrevistas a diversas personalidades de la Iglesia, así como del mundo de la cultura y del tercer sector son otros de los ejes de interés del medio.
A través de la web, se puede acceder a una newsletter -La Brújula- y un pequeño boletín de audio. La web está disponible en siete idiomas a través de un sistema automático de traducción.

### Foros Omnes
Además de esto, Omnes promueve encuentros digitales y/o presenciales con diversas personalidades del mundo de la cultura, la Iglesia y la sociedad. Entre los últimos galardonados con el Premio Ratzinger de Teología se encuentran: Joseph Weiler, Hanna B. Gerl-Falkovitz, Pablo Blanco Sarto, Tracey Rowland  o Jacques Philippe que han sido algunos de los invitados.